# 大柿町柿浦
大柿町柿浦（おおがきちょうかきうら）は、広島県江田島市大柿町に点在する地域である。郵便番号は737-2211。

## 地理

### 山
- 陀峯山(483m)

## 隣接する地域

### 大柿町
- 大柿町小古江

- 大柿町飛渡瀬
- 大柿町深江
- 大柿町大原
- 大柿町大君[2]

## 交通

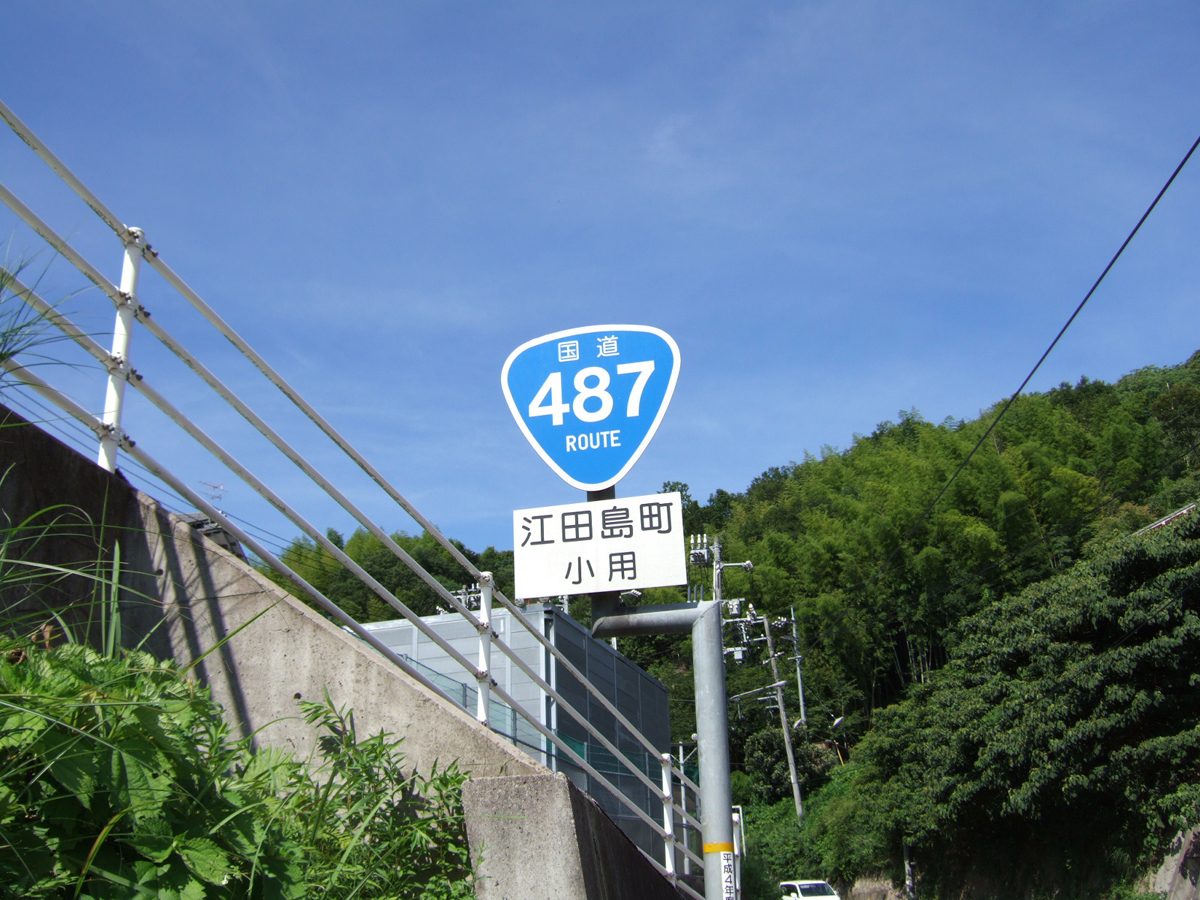
国道487号線

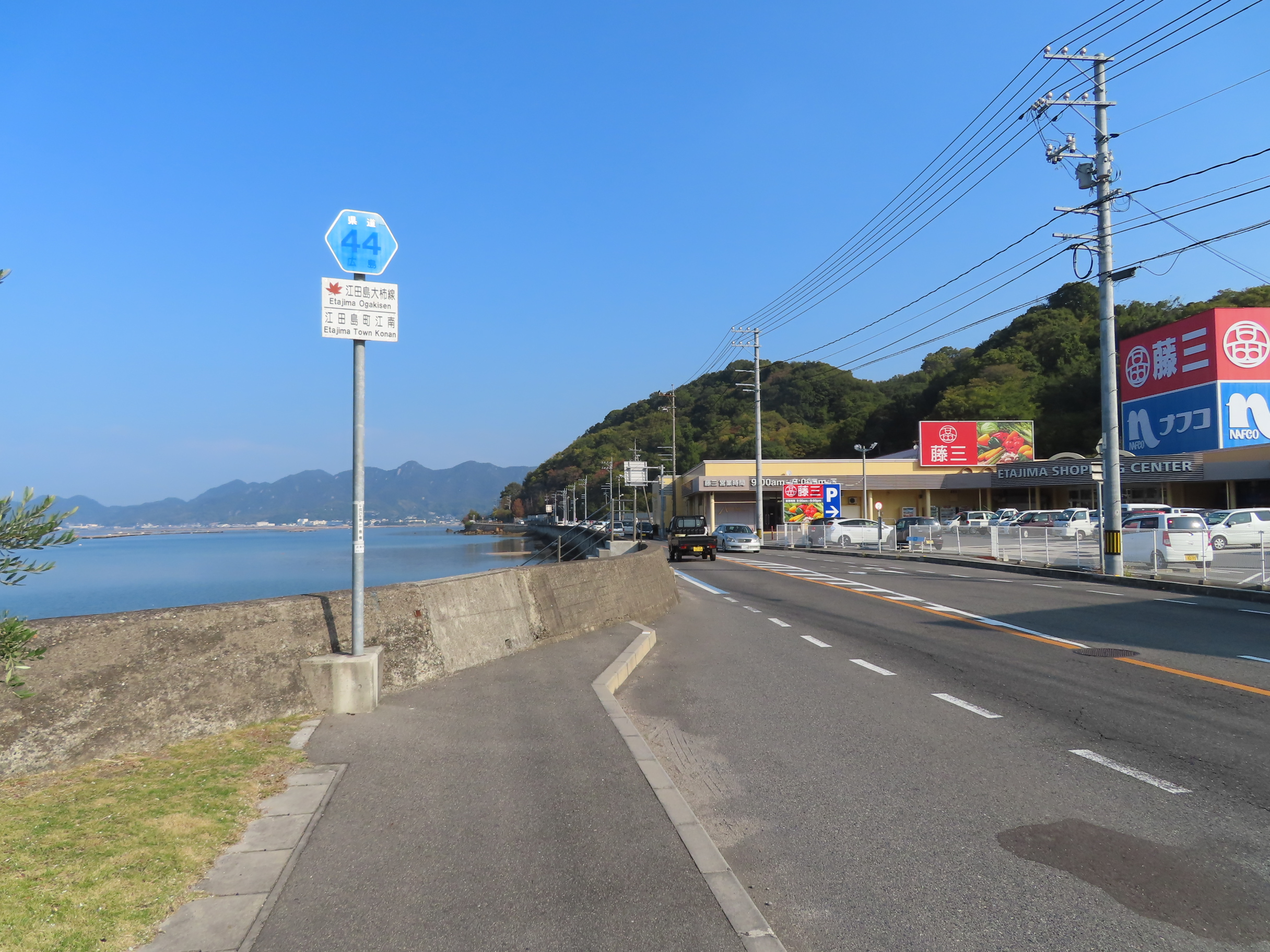
広島県道44号江田島大柿線

国道
- 国道487号線

県道
- 広島県道300号深江柿浦線
- 広島県道44号江田島大柿線

## 建造物
- 旧江田島市立柿浦小学校 - 2019年03月に江田島市立大君小学校と合併[3]。